# Komturei Sint-Jan ten Heere
Die Komturei Sint-Jan ten Heere (auch: Kerwerve) war eine Komturei des Johanniterordens, die sich in der heutigen gleichnamigen Bauerschaft bei Aagtekerke auf Walcheren (Provinz Zeeland) in den Niederlanden befunden hat.

## Geschichte
Sint-Jan ten Heere war eine von zwei Johanniter-Komtureien auf Walcheren. Die andere befand sich in Middelburg. Sint-Jan ten Heere unterstand der Ballei Utrecht. Die Komturei wurde zum ersten Mal ausdrücklich 1313 in einer Urkunde des Kommandeurs der Ballei erwähnt, jedoch deuten andere Urkunden auf eine Existenz der Komturei bereits vor 1300 hin.
1317 wurde der Komturei das selbstständig nicht lebensfähige Benediktinerinnenkloster Porta Coeli im benachbarten Werendijke unterstellt. In der Folge entwickelte sich die Komturei zu einem Doppelkonvent von Johanniterbrüdern und -schwestern („Johannieter broeders en zusters“) und wurde so zu einem von insgesamt vier Doppelkonventen des Ordens in den Niederlanden. 1367 wurde die Anwesenheit von acht Nonnen im Konvent erwähnt, den Klostersitz in Werendijke hatten sie offenbar aufgegeben. 1495 lebten laut eines Visitationsprotokolls zwölf Schwestern in Sint-Jan ten Heere. Daneben gab es als männliche Konventualen nur noch den Kommandeur und einen Kapellan.
Die Komturei wurde zwischen 1572 und 1574 durch spanische Truppen im Zuge des Achtzigjährigen Krieges verwüstet. Die Komtureigebäude wurden später in einen Gutshof umgewandelt, von dem aber auch keine baulichen Reste mehr existieren.